# Huiztlatzala
Huiztlatzala är en ort i Mexiko.   Den ligger i kommunen Zapotitlán Tablas och delstaten Guerrero, i den sydöstra delen av landet, 230 km söder om huvudstaden Mexico City. Huiztlatzala ligger 2 091 meter över havet och antalet invånare är 828.
Terrängen runt Huiztlatzala är huvudsakligen kuperad, men österut är den bergig. Runt Huiztlatzala är det ganska glesbefolkat, med 40 invånare per kvadratkilometer. Närmaste större samhälle är Malinaltepec, 19,5 km sydost om Huiztlatzala. I omgivningarna runt Huiztlatzala växer huvudsakligen savannskog.